# Lia Galdeira
Lia Galdeira, née le 24 avril 1994 à Kamuela, à Hawaï aux États-Unis, est une joueuse américaine de basket-ball.

## Formation
Trois fois meilleur joueuse de l'état d'Hawaï, elle rejoint les Cougars de Washington State. Elle y reste trois saisons pour 1 710 points et 271 interceptions. Elle est élue trois fois dans le meilleur cinq  de la Pacific-12 Conference et dans le meilleur cinq défensif. Elle élude sa saison senior pour passer professionnelle.

## WNBA
Elle est sélectionnée en 19e position de la draft WNBA 2016 par les Mystics de Washington.

## À l'étranger
En 2015-2016, elle joue en Bulgarie pour Haskovo 2012 avec des statistiques de 22,8 points, 9,7 rebonds et 5,1 passes décisives par rencontre.
Après avoir commencé la saison 2016-2017 en Roumanie, elle devait rejoindre en janvier 2017 le club français de Montpellier, mais elle se rétracte et ne pas prend le vol qui devait la mener en France.

## Distinctions personnelles
- Meilleur cinq de la Pacific-12 Conference (2013, 2014, 2015)
- Meilleur cinq défensif de la Pacific-12 Conference (2013, 2014, 2015)